# Cheryl Crawford

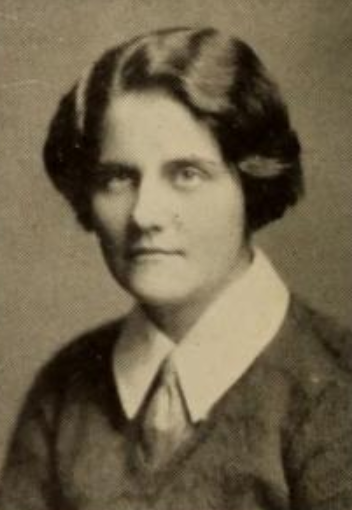
Cheryl Crawford (1925)

Cheryl Crawford (Akron, 24 september 1902 - New York, 7 oktober 1986) was een Amerikaans theaterproducent en theaterregisseur. Crawford was in 1947 een van de oprichters van de invloedrijke Actors Studio.
Na haar opleiding drama werd het haar duidelijk dat ze geen acteurscarrière wilde uitbouwen. Ze begon in het theater backstage met rollen als casting, podiummeester, en directiesecretaresse. Ze leerde toen de jonge Lee Strasberg kennen, en stichtte in 1931 samen met hem het New Yorkse revolutionaire Group Theatre. In 1937 verliet ze het Group Theatre om actief te worden als onafhankelijk theaterproducent.
- Gemeinsame Normdatei: 120215470
- International Standard Name Identifier: 0000 0000 2825 7802
- Library of Congress Control Number: n86114765
- Nationale Bibliotheek van Israël: 987007327742705171
- SNAC: w6pn9q5x
- Virtual International Authority File: 15595139
- WorldCat: E39PBJrrwPJTbcFVrgGTpcPxXd